# Dino Dvornik
Dino Dvornik (* 20. August 1964 als Miljenko Dvornik in Split; † 7. September 2008 in Zagreb) war ein kroatischer Sänger, Schauspieler und Reality-TV-Darsteller.

## Leben und Karriere
Dvornik war der jüngere von zwei Söhnen des Schauspielers Boris Dvornik (1939–2008). Seit August 1989 war er mit Danijela, geb. Kuljiš, verheiratet, mit der er eine Tochter, Ella Dvornik, hatte.

### Musikkarriere
1981 gründete Dvornik mit seinem Bruder Dean die Band Kineski zid (Chinesische Mauer), die sie nach dem Namen des Gebäudes, welches die Familie Dvornik in Split bewohnte, benannt hatten. Die Band veröffentlichte ein Album, das zugleich das erste Funkalbum in Kroatien war. Auseinandersetzungen und Meinungsverschiedenheiten innerhalb der Band sowie geringes Interesse für dieselbe, führten dazu, dass sich diese kurz nach der Veröffentlichung der Platte auflöste. Dino Dvorniks musikalische Einflüsse gehen zurück auf James Brown und Stevie Wonder.
Bei seinem Auftritt auf dem Zagreb-Fest 1988, erhielt er für seinen Song Tebi pripadam (Ich gehöre Dir) die Auszeichnung für den besten Newcomer. Vor diesem Auftritt hatte er selbst eingespieltes Material an die Plattenfirma Jugoton  gesandt. Im selben Jahr produzierte  Dvornik sein erstes Album, das selbstbetitelte Dino Dvornik, im Studio von Nenad Vilović in Zusammenarbeit mit Gibonni, Goran Kralj und Dragan Lukić Luky. Es enthielt u. a.  die Songs Zašto pravis slona od mene (Weshalb machst du einen Elefanten aus mir), Ti si mi u mislima (Du bist in meinen Gedanken), Ljubav se zove imenom tvojim (Die Liebe trägt Deinen Namen). 1989 folgte das Album Kreativni nered (Kreatives Chaos), von dem 750.000 Exemplare verkauft wurden.
Dino Dvornik führte einheimische Musik in jugoslawischen Diskotheken ein, in welchen zu diesem Zeitpunkt überwiegend ausländische Musik gespielt wurde. 1993 folgte sein drittes Album, Priroda i društvo („Gemeinschaftskunde“). Es blieb jedoch aufgrund der Kriegswirren im Land unbeachtet. Ein Jahr später erschien sein mit den Songkillers als Begleitband eingespieltes erstes Live-Album, Live in München, welches wieder bessere Verkaufszahlen verzeichnete und die Kritiker überzeugte. 1997 folgte sein erfolgreichstes Album, Enfant terrible. Für den auf diesem Album enthaltenen Song, Afrika, erhielt er im selben Jahr Kroatiens höchste Musikauszeichnung, den Porin, sowie einen weiteren für das Album selbst. Einen weiteren Porin erhielt er 1998 für sein Best-of-Album Vidi ove pisme (Sieh mal dieses Lied). 1999 erschien das Album Big Mamma, welches jedoch genauso wie Svicky aus dem Jahr 2002 einerseits bei den Musik-Kritikern durchfiel und sich auch schlecht verkaufte. Zwischen diesen beiden Veröffentlichungen bekam Dvornik im Jahr 2000 von Croatia Records den Preis Zlatna ptica (Goldener Vogel) für den Verkauf von mehr als 60.000 Tonträgern.
In seinen letzten Jahren spielte Dino Dvornik  Gigs im In- und Ausland, hauptsächlich jedoch in den Ländern des ehemaligen Jugoslawien. Seinen Schwerpunkt setzte er auf die Arbeit als DJ in Clubs. Sein letztes Album Pandorina kutija (Büchse der Pandora) stand kurz vor der Veröffentlichung. Eine erste Single aus dem Album, Hipnotiziran (Hypnotisiert) erschien im Sommer 2008. Bizarrerweise tauchte Dvornik im Video zu diesem Song in rotem Frack und Zylinder auf und entsteigt in selbem aus einem Sarg. Nach Angaben seiner Plattenfirma, Dancing Bear, sollte das Album im Oktober 2008 auf den Markt kommen.

### Filmkarriere
Dvornik spielte zusammen mit seinem Bruder, Dean Dvornik, in der Serie Naše malo misto (1970er) an der Seite seines Vaters, Boris Dvornik. Es folgten weitere Rollen in Kinderserien und anderen Filmen. Sein letzter Filmauftritt datiert ins Jahr 2004, wo er im Streifen des Regisseurs Arsen A. Ostojić, Ta divna splitska noć, einen Sänger (in Anlehnung an sich selber) spielte.

### Reality-Show
Die Reality-Show Dvornikovi („Die Dvorniks“) ist eine Show, die 2006 nach dem Vorbild der Sendung The Osbournes entstand. Die Zuschauer sahen ein nicht so perfektes, aber ziemlich witziges Familienleben des kroatischen „King of Funk“, seiner rebellischen Tochter Ella und seiner schlagfertigen Ehefrau Danijela, die immer wieder versuchte, Ordnung ins Chaos der Familie Dvornik zu bringen. Die Kameras filmten 24 Stunden am Tag und begleiteten Dino Dvornik auch auf seinen Konzerten.
Dvornik verstarb 2008 an einer Tablettenkombination aus Antidepressiva und Beruhigungsmitteln in seiner Zagreber Wohnung.

## Diskografie

### Alben
- 1989: Dino Dvornik (Jugoton)
- 1990: Kreativni nered (Jugoton)
- 1993: Priroda i društvo (Croatia Records)
- 1997: Enfant terrible (Croatia Records)
- 1999: Big Mamma (Croatia Records)
- 2002: Svicky (Croatia Records)
- 2008: Pandorina kutija (Dancing Bear)

### Live-Alben
- 1994: Live in Munich (mit den Songkillers; Croatia Records)

### Kompilationen
- 1998: Vidi ove pisme… The Best Of (Croatia Records)

### EPs
- 1990: Jače Manijače (Jugoton)
- 1992: Imam rep (Croatia Records)
- 1995: Afrika (Croatia Records)
- 2001: 2002 Godine U Splitu

### Singles (Auswahl)
- 1989: Ti Si Mi U Mislima
- 1989: Zašto Praviš Slona Od Mene
- 1989: Tebi Pripadam
- 1989: Lady
- 1995: Afrika
- 2001: Ništa Kontra Splita